# Adcrocuta
L'adcrocuta (gen. Adcrocuta) è un mammifero carnivoro estinto, appartenente agli ienidi. Visse tra il Miocene superiore e il Pliocene inferiore (circa 9 - 4 milioni di anni fa) e i suoi resti fossili sono stati ritrovati in Europa, Asia e Africa.

## Descrizione
Questo animale può essere considerato il primo ienide di aspetto "moderno": la forma del corpo di Adcrocuta ricordava infatti quella delle odierne iene, con un aspetto pendente dovuto al fatto che gli arti anteriori erano più lunghi di quelli posteriori. Alta circa 80 centimetri e lunga oltre un metro e mezzo, Adcrocuta poteva pesare forse 70 chilogrammi. Era caratterizzata da un adattamento evoluto nel triturare le ossa, dovuto ai premolari ingranditi e robustissimi. Al contrario dei generi attuali Crocuta e Parahyaena, però, Adcrocuta non possedeva zampe lunghe: le ossa delle zampe erano corte e robuste.

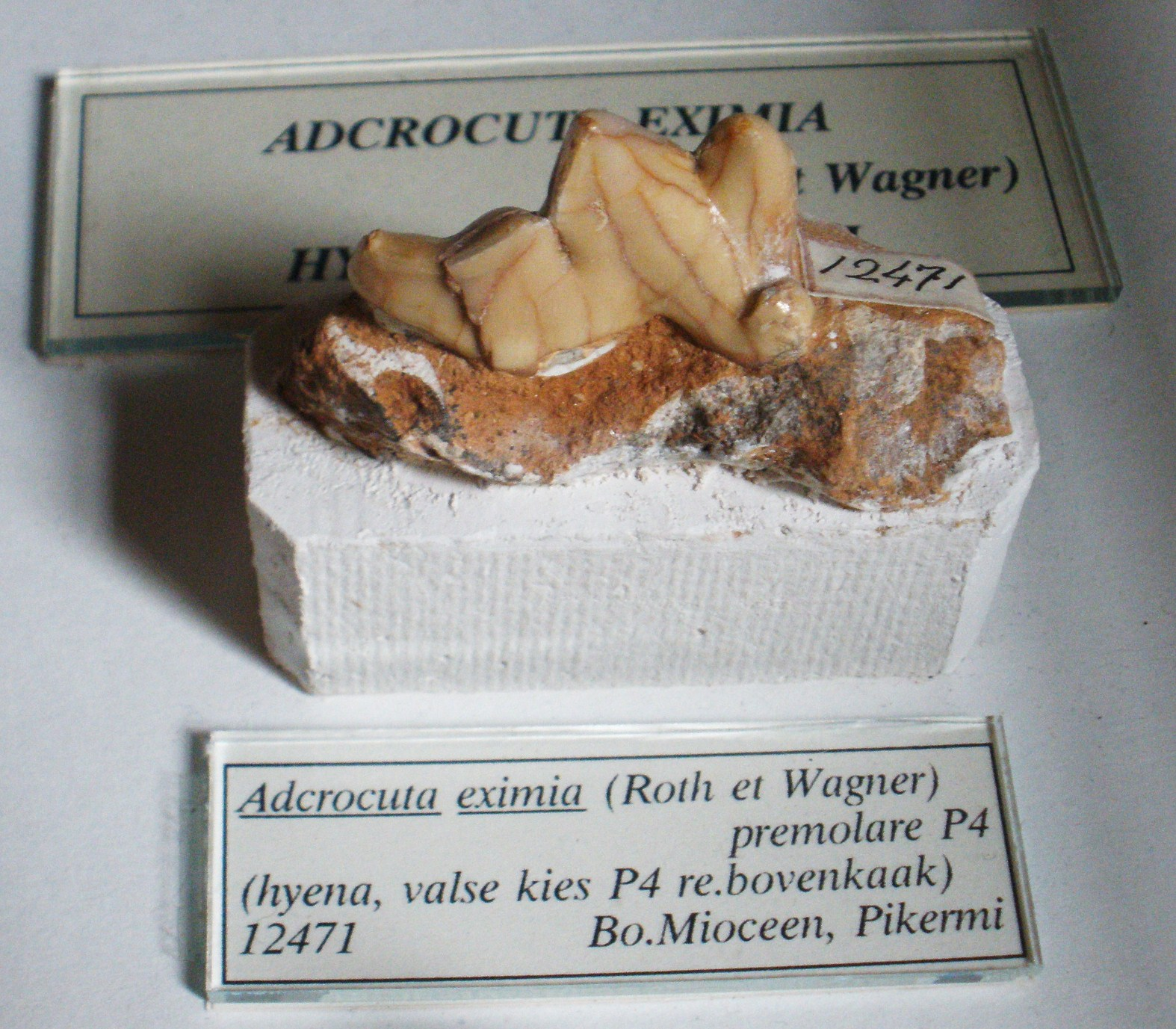
Il quarto premolare di Adcrocuta eximia, dalla caratteristica forma robusta e tagliente

## Classificazione
La specie tipo di questo animale (Adcrocuta eximia) fu considerata inizialmente un'antica specie del genere Hyaena, data l'effettiva somiglianza con le forme attuali. Nel 1938 Miklós Kretzoi classificò questa forma in un genere a sé stante, Adcrocuta appunto, pur riconoscendone le notevoli affinità con le iene odierne.

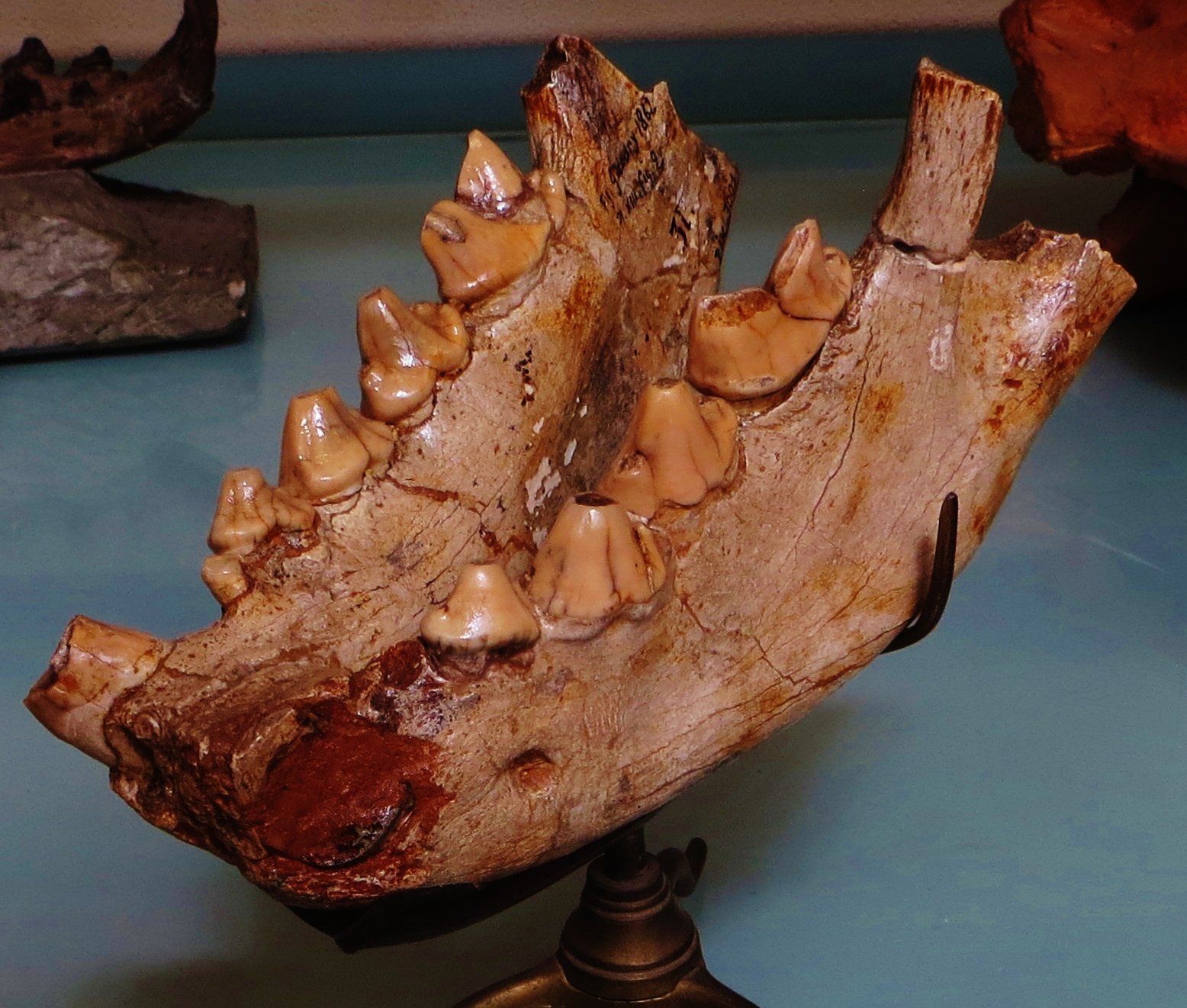
Mandibola di Adcrocuta eximia

Sembra che Adcrocuta si sia sviluppata in Asia nel corso del Miocene, per poi diffondersi in Asia centrale e in Europa (fino alla Spagna), penetrando anche in Africa. La specie più nota è la già citata A. eximia, diffusissima nel Miocene superiore in Europa, Asia e in Nordafrica, ma vi furono altre specie dalla distribuzione geografica più limitata (come Adcrocuta australis, del Sudafrica, a volte considerata una specie della "iena-ghepardo" Chasmaporthetes). Si suppone che Adcrocuta si estinse quando si svilupparono altre iene dalla potente dentatura e più specializzate, come Pliocrocuta e Pachycrocuta, nel corso del Pliocene.

## Paleoecologia
Secondo Werdelin e Solounias (1996), a causa delle zampe robuste e corte, Adcrocuta non era un animale corridore, al contrario delle forme attuali che possono impiegare la corsa come mezzo d'attacco. In ogni caso i suoi resti fossili rinvenuti in numerose zone del mondo indicano che Adcrocuta fu un animale di successo, che probabilmente si cibava di carogne e all'occasione era in grado di cacciare attivamente.